# August Dickmann
August Dickmann (7 de janeiro de 1910 — 15 de setembro 1939) foi  o primeiro objetor consciencioso, que foi executado na Alemanha após o começo da Segunda Guerra Mundial.

## Vida
Nascido a 7 de janeiro de 1910 Dickmann tornou-se pregador em 1932.

## Prisão & Morte
August Dickmann foi preso no campo de concentração de Sachsenhausen em 1937. Três dias depois do irrompimento da Segunda Guerra Mundial em 1939, mandou-se que assinasse uma folha de alistamento no serviço militar. Quando se recusou, o comandante do campo contatou Heinrich Himmler, Chefe da SS (Schutzstaffel, a guarda de elite de Hitler), pedindo permissão para executar Dickmann na presença de todos os presos no campo.

### O Jornal The New York times
Em 17 de setembro de 1939, o jornal The New York Times noticiou da Alemanha:
"August Dickmann, de 29 anos, . . . foi fuzilado aqui por um pelotão de fuzilamento."
O jornal mencionou que ele foi o primeiro alemão com objeção de consciência àquela guerra.
Dickmann foi fuzilado pelas costas, por três guardas da SS, e então recebeu dum oficial da SS o golpe de misericórdia, um tiro de pistola na cabeça.

### Depoimentos de seus irmãos
Heinrich Dickmann (95): "Em Sachsenhausen fui obrigado a ver meu irmão August ser executado diante de todo o campo. Eu tinha a chance de ser libertado imediatamente se renunciasse à minha fé. Visto que me recusei a transigir, o comandante do campo disse: ‘Pense de novo e veja quanto tempo mais vai viver.’ Cinco meses depois, ele, não eu, estava morto. Meu lema era, e ainda é: ‘Confia em Jeová de todo o coração’.
Änne Dickmann (89): "Considero [a experiência no campo de concentração] como um treinamento para me ajudar a manter a integridade ao grandioso Criador e Doador da Vida, Jeová. Tudo o que passei serviu para enriquecer a minha vida, e me achegou mais a Deus. A fé e o amor a Deus é o que me tem motivado todos esses anos. Nunca fui obrigada a nada".
Sessenta anos mais tarde, em 18 de setembro de 1999, a morte de  August Dickmann foi lembrada pela Fundação Memorial de Brandemburgo, e a placa memorial, lembra aos visitantes a coragem e a determinação do primeiro objetor de consciência.

## Placa Memorial
Em 18 de setembro de 1999 foi desvelada no anterior campo de concentração de Sachsenhausen, Alemanha, uma placa memorial com a inscrição :
Uma Testemunha de Jeová - � fuzilado em público pela SS, em 15 de setembro de 1939, por sua objeção de consciência.  -
- «Foto da Placa Memorial»

Uma segunda placa no muro externo do anterior campo lembra aos visitantes que Dickmann foi apenas uma das cerca de 900 Testemunhas de Jeová que sofreram em Sachsenhausen por causa das suas crenças. Muitas mais sofreram em outros campos. Mesmo sob as condições terríveis dos campos de concentração, muitas  Testemunhas de Jeová permaneceram fiéis aos seus princípios de fé cristã.

### Outras ligações de interesse
- «Triângulos Roxos - As vítimas esquecidas do Nazismo»
- «Coragem diante do perigo nazista»
- «Museu do Holocausto em Washington» (em inglês) - Seção reservada às Testemunhas de Jeová